# Heilige-Familie-Kirche (Berlin-Lichterfelde)
Die Heilige-Familie-Kirche im Berliner Ortsteil Lichterfelde, der zum Bezirk Steglitz-Zehlendorf gehört, wurde von Christoph Hehl nach dem Vorbild der dreischiffigen Backsteinbasilika des Zisterzienser-Klosters Lehnin errichtet.

## Geschichte
Groß-Lichterfelde, weit vor den Toren der Stadt Berlin, gehörte damals zum Landkreis Teltow. Johann Anton Wilhelm von Carstenn kaufte die Rittergüter Lichterfelde und Giesensdorf mit dem Ziel, für das aufstrebende Berlin eine Villenkolonie zu schaffen. Er bebaute die Parzellen mit Häusern aller Stilrichtungen für wohlhabende Großbürger und sorgte dafür, dass sein Terrain von Berlin aus gut zu erreichen war: Die Berlin-Anhalter Bahn bekam den Bahnhof Lichterfelde-Ost, die Stammbahn den Bahnhof Lichterfelde West. Für den Bau der Hauptkadettenanstalt stellte er ein Grundstück an der heutigen Finckensteinallee zur Verfügung.
Der Offiziersadel und die Großbürger rekrutierten ihre Dienstboten unter anderem aus dem katholischen Teil Schlesiens. Ferner begann ab 1900 der Bau des Teltowkanals, die Arbeiter kamen aus Galizien und Polen und waren katholisch. Dadurch wuchs der katholische Bevölkerungsanteil in Groß-Lichterfelde an. Für diese Neuankömmlinge war in der evangelischen Mark Brandenburg ein neuer Gottesdienstort nötig.

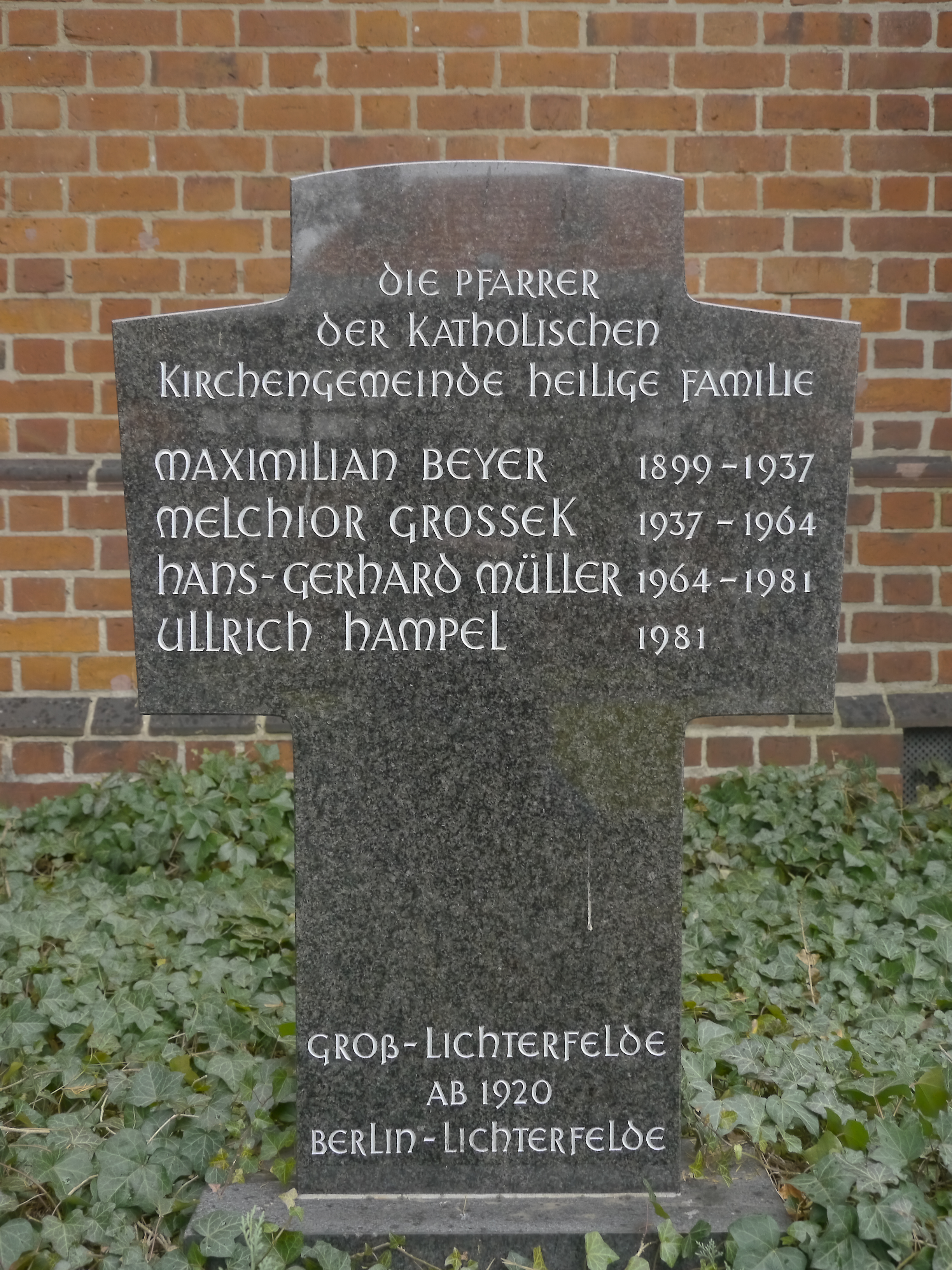
Gedenkkreuz für die ersten vier Pfarrer der Gemeinde Heilige Familie: Maximilian Beyer, Melchior Grossek, Hans-Gerhard Müller und Ullrich Hammpel

Der Kirchenvorstand der Steglitzer Rosenkranzgemeinde erwarb 1898 das Grundstück an der Kornmesserstraße. Im Jahr 1902 beschloss der Kirchenvorstand der Gemeinde Heilige Familie, eine Bauanleihe in Höhe von 90.000 Mark (kaufkraftbereinigt in heutiger Währung: rund 749.000 Euro) aufzunehmen. Mit dem Entwurf für die Kirche und mit der Bauausführung wurde Christoph Hehl beauftragt, von dem die Rosenkranz-Basilika stammte. Bauherr war der erste Pfarrer der Gemeinde Maximilian Beyer, die Baukosten betrugen 191.000 Mark. Die Kirche steht unter Denkmalschutz.
Durch Pfarrer Maximilian Beyer würde 1910 die Kuratie Mater Dolorosa in Lankwitz aus dem Gemeindegebiet der Pfarrei Heilige Familie ausgegründet, die 1921 eigenständige Pfarrei wurde.

## Bauwerk
Die Kirche ist ein Mauerwerksbau, der mit roten handgestrichenen Backsteinen im mittelalterlichen Klosterformat aus einer Ziegelei in Torgau verkleidet ist. Bei den Einrahmungen der Portale und Fenster und bei den Pfeilern, Gurtbögen und Gewölberippen im Inneren werden Formsteine verwendet. Die Seitenwände des Kirchenschiffs sind mit Strebepfeilern gegliedert. Der Kirchraum besteht aus einem sehr breiten Mittelschiff und zwei schmalen Seitenschiffen. Außen, an den Stirnseiten des Mittelschiffs, befinden sich Staffelgiebel, innen sind die drei querrechteckigen Joche von einem Kreuzrippengewölbe überspannt. Die durch Spitzbogenarkaden vom Mittelschiff abgetrennten Seitenschiffe sind mit Kreuzgratgewölben versehen. Entsprechend dem Typus einer gotischen Basilika fällt das Tageslicht in den Innenraum durch Spitzbogenfenster, die sich über den Pultdächern der beiden niedrigen, gangartigen Seitenschiffe befinden. An das Mittelschiff schließt sich, durch einen gestuften Triumphbogen getrennt, die geringfügig eingezogene Hauptapsis an, deren Mauern auf fünf Seiten eines Achtecks stehen. Fünf Kappen eines Kreuzrippengewölbes überspannen sie. Die beiden Seitenschiffe weisen in ihrer Mitte rechteckige Ausbuchtungen auf, in denen die Beichtstühle stehen. Die Seitenschiffe haben polygonale Nebenapsiden für die Seitenaltäre. An der Nordostecke der Kirche befindet sich die Taufkapelle mit fünf Außenwänden auf oktogonalem Grundriss, ein eigenständiger Baukörper mit Zeltdach. In ihr steht das achteckige, aus grauem Sandstein bestehende Taufbecken. Taufkapelle und Nebenapsiden besitzen Kreuzrippengewölbe wie die Hauptapsis. Zur Kornmesserstraße ist ein Vorbau mit einem spitzbogigen Stufenportal angefügt. Dahinter liegt die Vorhalle.

## Turm
Der Turm auf rechteckigem Grundriss ist der östlichen Polygonseite der Hauptapsis angesetzt. Er stellt zugleich die Verbindung zum Pfarrhaus her und enthält den Vorraum zur Sakristei, die sich an der Südseite im Winkel von Turm und Pfarrhaus befindet. An der nördlichen Längsseite im Innern des Turmschaftes ist eine Wendeltreppe. Ein Fries aus weißen Dreieckblenden trennt die untere Hälfte des Turmschaftes von der oberen, die durch Lisenen und je zwei langgestreckte doppelbahnige Schallarkaden an beiden Breitseiten und je eine an den Schmalseiten gegliedert wird. Weiße Blenden in den Spitzbögen der Schallarkaden und ein Spitzbogenfries über ihnen sowie zusätzlich ein weißer Dreieckfries an den Schmalseiten bilden den Abschluss unter dem Satteldach. Darüber erhebt sich ein großer, achteckiger, mit ähnlichen Ornamenten verzierter Dachreiter mit spitzem Zeltdach.

## Glocken
Die drei am 1. Mai 1904 geweihten Bronzeglocken, die von den Gebrüdern Edelbrock gegossen wurden, mussten im Ersten Weltkrieg für Rüstungszwecke abgeliefert werden. Sie wurden durch drei Gussstahlglocken, die 1921 der Bochumer Verein gegossen hat, ersetzt. Diese haben den Zweiten Weltkrieg überlebt.
| Glocke | Schlagton | Masse (kg) | Durchmesser (cm) | Höhe (cm) | Inschrift                                    |
| ------ | --------- | ---------- | ---------------- | --------- | -------------------------------------------- |
| 1.     | a°        | 2800       | 200              | 140       | BEATI ST. JOSEPH NOMINE EXAUDIAS NOS DOMINE  |
| 2.     | dis′      | 1400       | 160              | 118       | SP. LENDEBIT USQUES LEO ETIAM CLANGORE MEO   |
| 3.     | e′        | 0940       | 140              | 105       | CHRISTI DAPIS MUNERA IAM PIUS PIOS ATVOCATUS |

## Ausstattung
Die ursprüngliche Ausstattung der Kirche hat im Laufe der Zeit Ergänzungen bekommen. Durch die schweren Schäden im Zweiten Weltkrieg ging ein Teil verloren, zum Beispiel wurde beim Wiederaufbau ein neues Kirchengestühl angeschafft. Bis zum Zweiten Vatikanischen Konzil zelebrierte der Priester die Heilige Messe am Hochaltar, mit dem Blick zum Kreuz und dem Rücken zur Gemeinde. Seit der Liturgiereform wird die Messe am Volksaltar mit dem Gesicht zur Gemeinde gefeiert. Die aus grauem Sandstein bestehende Mensa des Hochaltars ist an ihrer Vorderseite mit gotischen Vierpassformen verziert. Über der Predella mit dem Tabernakel in ihrer Mitte erhebt sich das Retabel aus vergoldeter Schnitzerei. Sein Aufbau besteht aus einer Folge von fünf Nischen, die von Wimpergen übergiebelt sind. Diese sind von kreuzblumengeschmückten Fialen flankiert. Die Mittelnische enthält das Altarkreuz. In den übrigen vier Nischen stehen je zwei Heiligenstatuen, Johannes der Täufer und Simon Petrus, die Apostel Paulus und Jakobus der Ältere, der Märtyrer Ignatius von Antiochien und der Kirchenlehrer Thomas von Aquin, der Kirchenvater Augustinus und der Franziskaner Paschalis Baylon. Die Giebelfelder tragen die Medaillons der vier Evangelisten Matthäus, Markus, Lukas und Johannes. In der Predella sind die vier Propheten des Alten Testamentes, Jesaja, Ezechiel, Sacharja und Maleachi und die Hoherpriester Melchisedek, Moses und Aaron sowie König David dargestellt. An den Hochfesten wird die Hauptapsis beidseits des Hochaltars mit zwei Wandteppichen geschmückt, einer stellt die Ostererscheinung, der andere die Christi Himmelfahrt dar.
Die hölzerne Kanzel ist mit vier Reliefs mit Darstellungen der Bergpredigt, der Predigt des Herrn auf dem See Genezareth, der Predigt von Johannes dem Täufer am Jordan und der Predigt des Paulus in Athen geschmückt. Darüber ist ein hölzernes Kruzifix aus dem 15. Jahrhundert angebracht. Die Marienstatue stammt aus dem 16. Jahrhundert. Seit 1969 stehen an den Pfeilern auf Sockeln die Holzplastiken der Heiligen Elisabeth, des Heiligen Antonius, des Heiligen Johannes Capistranus und der Heiligen Barbara. In der östlichen Nebenapsis hat der Marienaltar seinen Standort. Die ursprünglich als Retabel dienende vergoldete Reliefplatte mit Szenen aus dem Marienleben, geschaffen von Ferdinand Hartzer, wurde vor die Mensa gesetzt. Auf der Mensa steht jetzt eine große hölzerne Pietà, sie war ursprünglich in der Vorhalle aufgestellt.
Der Josephsaltar in der westlichen Nebenapsis zeigt ebenfalls ein vergoldetes Retabel aus Holz mit Reliefszenen aus Josephs Leben, ein Werk von Anton Mormann.
Ab 1966 wurde das untere Kirchenschiff neu verglast, die Entwürfe stammen von Helmut Nitzsche. Die bronzenen Reliefs der Vierzehn Stationen des Kreuzwegs wurden zum Gedächtnis an die Gefallenen des Ersten Weltkrieges aus der Gemeinde geschaffen.

## Orgel
An der westlichen Schmalseite der Vorhalle ist eine ummauerte Wendeltreppe angefügt, die zur Empore im nördlichen Mittelschiffsjoch führt, auf der die Orgel steht. Die Orgel von 1904 wurde 1941 restauriert und modernisiert, fiel jedoch dem Krieg zum Opfer. Das neue Orgelwerk vom Orgelbau Romanus Seifert & Sohn mit elektro-pneumatischer Traktur und 31 Registern, verteilt auf drei Manuale und Pedal, wurde am 4. Oktober 1954 von Joseph Ahrens in Dienst gestellt, der auch die Disposition entworfen hatte.
| I Hauptwerk    |     |
| Quintadena     | 16′ |
| Principal      | 08′ |
| Gemshorn       | 08′ |
| Oktave         | 04′ |
| Rohrflöte      | 04′ |
| Schwegel       | 02′ |
| Sesquialter II |     |
| Mixtur V       |     |
| Trompete       | 08′ |

| II Positiv       |        |
| Lieblich Gedackt | 08′    |
| Blockflöte       | 04′    |
| Rohrnasard       | 02 ⁄3′ |
| Prinzipal        | 02′    |
| Quintzimbel III  |        |
| Krummhorn        | 08′    |
| Tremulant        |        |

| III Schwellwerk |        |
| Offenflöte      | 08′    |
| Salicional      | 08′    |
| Prinzipal       | 04′    |
| Spillflöte      | 02′    |
| Spietzquinte    | 01 ⁄3′ |
| Scharff III     |        |
| Schalmei        | 08′    |
| Tremulant       |        |

| Pedal           |     |
| Prinzipalbass   | 16′ |
| Subbass         | 16′ |
| Oktavbass       | 08′ |
| Bartpfeife      | 08′ |
| Choralbass      | 04′ |
| Oktav           | 02′ |
| Piffaro II      |     |
| Rauschpfeife IV |     |
| Posaune         | 16′ |
| Kopftrompete    | 04′ |

- Koppeln: II/I, III/I, III/II, I/P, II/P, III/P
  - Superoktavkoppeln: III/P
  - Suboktavkoppeln: II/I
- Spielhilfen: zwei freie Kombinationen, freie Pedal-Kombinationen, Crescendo-Walze, Pedal-Tutti, Tutti, Walze ab, Zungen ab, Zunge-Einzelabsteller

## Trivia
Die Kirche diente zwischen 1989 und 1990 unter anderem als Drehort der ZDF-Serie Wie gut, dass es Maria gibt.